# ミッドウェイゲームズ
ミッドウェイゲームズ（Midway Games）は、かつて存在したアメリカ合衆国のピンボールメーカー、ゲーム会社。
エレメカを皮切りにピンボールで大手メーカーに成長し、アーケードゲーム用テレビゲームにも早くから参入。日本の『スペースインベーダー』、『パックマン』のライセンスを得た事で、ビデオゲーム会社として大きな成長を遂げた。ピンボールからビデオゲーム、アーケードから家庭用ゲーム機へと時代の移り変わりにつれて多くのピンポールメーカーが衰退する中、『モータルコンバット』や『ガントレット』などのヒットによって1990年代以降も大手メーカーとして生き残ったが、2000年代に入って業績が悪化。アーケードから撤退した後は家庭用ゲーム機のサードパーティーとなったが2009年に倒産。ワーナーグループに買収された。
ワーナー傘下として2010年に設立されたNetherRealm Studiosが後継会社にあたり、モータルコンバットシリーズなどの開発を継続している。その他、『テストドライブ』などを開発したスタジオ・ニューカースルがPitbull Studioとして独立、『TNA iMPACT』などを開発したスタジオ・サンディエゴがTHQに買収、欧州支社が独立して別会社になるなど倒産後にスタジオが整理された。

## 沿革

### 創業
ミッドウェイゲーム・マニュファクチュアリング社は、あるエレメカ会社の社員複数が1959年にのれん分けして創業した。当初はエレメカを製造していたが、翌年からピンボールにも参入し、後に五大ピンボールメーカーと呼ばれた会社の中では（合併や社名変更も同じ会社として考えれば）最後発である。
1969年9月という比較的早い時代に、老舗同業社のバリー社に買収され、両社はあわせて「バリー＝ミッドウェイ（Bally-Midway）」と呼ばれる様になり、以後長い主従時代が続く事になった。
また日本の太東貿易（今のタイトー）にもピンボールを輸出し、以後タイトーとは『インベーダー』の頃まで、ライセンス生産などの深い関係が続く事になる。
1970年代に入ると、ピンボールの大手はゴットリーブ、ウィリアムス、シカゴコイン（1977年にサム・スターンに買収され初代スターンとなる）、そしてバリーとミッドウェイの5社で確立されていった。

### テレビゲームへの参入
1972年に創業したアタリが、同年『ポン』を爆発的にヒットさせ、翌73年には『ポン』のコピーゲームが多数作られた。同社はアタリが発売前に『ポン』を売り込みに来たことが縁で、唯一ライセンス生産の契約に成功し、同じゲームを『ウィナー』のタイトルで発売。これがミッドウェイのテレビゲーム第一号である。
タイトーからはレースゲーム『スピードレース』のライセンスを受け、『Wheels』の名で1975年3月に発売。
マイクロプロセッサについても意欲的で、8080を利用した基板を開発し、世界初のマイクロプロセッサを利用したアーケードビデオゲームをリリースしている（ゲームについては後述）。まだ初期の技術だった為、三枚構成のうち一枚は直角に立てられたという、コンパクトさには欠ける構造だった（ただしアメリカのアーケードには、日本で言う所のテーブル筐体はほとんど存在しない）。この基板では既に文字表示、いわゆるミッドウェイフォントとも言うべき機能も標準装備されており、これを見る事で同社のゲームだと判る、メーカー毎の作風が現れたハシリの一つとなった。
この時トム・マクヒューと共に技術協力をしたデビッド・ナッチングは、世界初のアーケード式テレビゲーム『コンピュータースペース』の発売に協力した、ナッチング・アソシエーツ社の社長ビル・ナッチングの兄弟である。
続いて、西部劇をテーマにしたタイトーの対戦シューティングゲーム『ウエスタンガン』のライセンスを受け、1975年11月に『Gunfight』（セガ〈後のセガ・インタラクティブ〉やアルゼの同名西部劇ゲームとは別物）、そして続編『ブートヒル』を発売した。『Gunfight』は、前述の8080基板の第一号であり、アーケードゲームではピンボールの en:The Spirit of '76 (pinball) に次いで世界で2番目、アーケードビデオゲームでは初のマイクロプロセッサ使用例である。なお、ライセンスを受けて開発されたものだが、キャラデザインがタイトーより細かくなるなど、厳密にはクローンと言えない程度の変更点が存在する。
自社製造では、潜水艦からの射撃をテーマにした『シーウルフ』から8080基板が採用され、三作目は野球テレビゲーム『トルネードベースボール』を改良した『ボールパーク』（タイトーへ別名でライセンス）、その後もあわせて約20本のゲームが8080基板で作られた。
また基板とは直接関係ないが、グラフィックがまだ貧弱でコンピュータによる背景が殆ど描けない時代、ハーフミラーを使ってマット画と合成する技術を8080基板と同時に採用、今見てもかなり美しい画面を作り出した。このハーフミラーもタイトーで好まれ、後世のゲームでは『ダライアス』などにも使われている。
8080基板は日本のゲーム会社の技術者にも渡り、これを解析し使用方法を身につける事で、ナムコ（後のバンダイナムコエンターテインメント）は『ジービー』、タイトー（と西角友宏）は後述する『スペースインベーダー』を生み出す事になる。
こうして同社はアーケードテレビゲーム黎明期において、アメリカではアタリと並ぶ二大企業、日本でもタイトーを加えた御三家として、初期の陣頭を飾る会社となった（なおセガは『ポン』のコピーゲームによるテレビゲーム参入こそタイトーと同時期だったものの、まだエレメカ事業に引きずられていたため、この御三家には距離を開けられていた）。

### この頃のバリー社
バリーはテレビゲームには余り参入していない。ミッドウェイがテレビゲームで早くから成功した事と、元々ピンボール以外にギャンブル機で成功していた比重が大きい事も理由であるが、ここで簡単に挙げておく。
- プロフェッショナル・アーケード

1978年2月に家庭用ゲーム機として発売したが、Atari 2600よりも値段が高く、営業的に失敗。
- センテ・アーケード・コンピューターシステム（SAC）

- セガ・グレムリン

アメリカでグレムリン社として創業し、インベーダーブーム後にセガに吸収された企業。セガがテレビゲームに関する体力を蓄えた後は、バリーに売却された。

### 日本製ゲームのライセンスとヒット
※この節では個別のゲームに関する記述が多くなってくるが、各ゲームについての詳細は（ミッドウェイが関係する事柄であっても）、ゲーム名からのリンク先も参照の事。
タイトーで1978年に作られた『スペースインベーダー』は、日本のタイトー20万台・ライセンス10万台（コピーゲームは30万台）までは行かないものの、アメリカでも5万台を売るヒット作となった（ただしすぐ後にアタリが作った『アステロイド』の6万台に抜かれている）。しかしタイトーはこのインベーダーのヒットにより、自社系列のタイトーアメリカを通じて販売する様になってしまった。
この時、これまで初代アタリジャパンを通じてナムコと関係が深かったアタリは、Atari 2600の発売当初の不振、買収したワーナー（後のワーナーメディア）との関係悪化、これらを原因とする創業者ノーラン・ブッシュネルの解任などで揺れており、ナムコとの協調路線をとる余裕が無くなっていた。
日本のゲーム会社とのライセンスはこれを期に、これまでのタイトー中心から一時期ナムコ中心に移り、ポストインベーダーゲームとしてこれまた大ヒットした、ナムコの『ギャラクシアン』をライセンスする。
次のナムコからのライセンスでは『ラリーX』がヒットすると思われていたが、同時にライセンスした『パックマン』が、日本よりアメリカでヒットしたどころか、アメリカのゲーム史に残る大ヒットとなった。これによりパックマンシリーズは、日本で発売されずアメリカだけで発売された作品も存在し、当時の副社長だったデビッド・マロフスキーは「ミッドウェイは20世紀のミッキーマウスを保有している」と語ったほどである。
アタリはアーケード作品こそヒット作は連発していたが、前述の騒動が完治しない内にアタリショックが発生して、経営も収入も傾いてしまった。その一方で、組織も資金力も安定していたミッドウェイは破竹の進撃で、バリー＝ミッドウェイグループの中で筆頭の稼ぎ頭となり、当時テレビゲームが『ディフェンダー』ぐらいしか大ヒットを出せず、ピンボールも不調だったウィリアムスを買収する話さえ出ていた。なお当時はナムコの全ゲームがミッドウェイに行ったのでなく、『ゼビウス』『ポールポジション』などはアタリライセンスである。
その後、アタリはアタリショックの影響でアーケード部門と家庭用ゲーム機部門を分離。アーケード部門がアタリゲームズとなってからは、再度ナムコとの関係が強化され、アタリのゲームはまたナムコ中心にライセンスされる事になった。ナムコ・ミッドウェイ関係強化時代の最後のライセンス生産は『ギャラガ3』（『ギャプラス』の海外版タイトル）である。

### 合併と分離
ゲームの中心がピンボールからテレビゲーム、アーケードから家庭用にシフトして行った事で、アメリカでは日本より一足先にアーケードの衰退が始まる。ミッドウェイは日本製ゲームに頼りすぎた事で、いつしかテレビゲームを自社開発する力が弱まっており、売り上げも急落して行った。
1983年からはテレビゲームに新分野としてレーザーディスクゲームが登場したが、奥行きが無い為すぐに飽きられた。意を決して発売したゲーム会社、特にピンボール出身のメーカーやアタリなどアメリカのゲーム会社には、深刻なダメージをくらった所もあった。
バリーは1987年から子会社のリストラを開始し、1988年7月にバリーブランドのフリッパーやミッドウェイブランドのテレビゲーム等を、当時ウィリアムス社の親会社となっていたウィリアムス・インダストリーズ（通称WMS）に売却、バリー・ミッドウェイからミッドウェイ・マニュファクチュアリング社の名に戻った。しかしこの合併をきっかけに、ピンボールのデザイナーやデザインとしては、ウィリアムスとの差が無くなっていった。
1992年1月にはウィリアムスブランドがテレビゲームから撤退、テレビゲームはミッドウェイブランドのみとなってしまった。
次にタイム・ワーナーが、アタリショックやテンゲン裁判事件の傷跡が完全に直っていなかったタイムーワーナー・インタラクティブ(TWI)のグループ切り離しを決定、1996年3月にWMSはこれも吸収し、社名をTWIからアタリゲームズに戻した。これにより同社は、ピンボール5大ブランドのうち3ブランドに加えてアタリゲームズという、アメリカを代表するアーケードブランドを多数抱えるに至った。
なおバリー本社は、最後に残ったカジノホテル事業が1996年6月、ヒルトンホテルに買収されている。
それでもまだアーケードの斜陽化は止まらず、ミッドウェイブランドはTWI吸収からたった7ヶ月後の10月、新社名「ミッドウェイゲームズ」として、バリー買収から実に27年ぶりに分離された。またこの時はミッドウェイブランドだけでなく、ウィリアムスとアタリゲームズ両ブランドのテレビゲームも移管された。
2000年にはアタリゲームズブランドがミッドウェイズ・ウェストと改名され（Westである理由は、ピンボールの大手メーカーが本拠地を構えていたシカゴから見て、アタリが位置するサンフランシスコが西側にあるため）、アタリゲームズブランドのアーケードはもう新作が出なくなった（ただし生き別れの兄弟であるアタリコープの売却先であるインフォグラムでは、2003年にアタリブランドが復活している）。しかしこれでユーザのアーケード離れはさらに加速、翌年3月にはアーケードから全て撤退し、家庭用ゲームソフト専門のサードパーティーとなった。
なお家庭用ゲームソフトでは『ゲーセンUSA ミッドウェイアーケードトレジャーズ』などの復刻ソフトも出しており、この中でミッドウェイ・ウィリアムス・アタリ（ゲームズ）のテレビゲームを遊ぶ事が出来る。

### 倒産
主要株主の交代劇や、年末を期限とした多額の債務償還問題の影響で、2008年10月から11月にかけて株価は急激に下落していく中、2009年2月12日、ミッドウェイゲームズ社は連邦倒産法第11章に基づく再建のための法的手続きを開始し、最終的にワーナーグループに買収された。

## 関連会社

### 子会社（分業系）
- ミッドウェイ・アミューズメント・ゲームズ（Midway Amusement Games）
- ミッドウェイ・ホーム・エンターテインメント（Midway Home Entertainment）
- ミッドウェイ・テクニカル・カスタマー・サポート（Midway Technical/Customer Support）
- ミッドウェイ・ゲームズ・リミテッド（Midway Games Ltd）
- ミッドウェイ・ジャーマニー GmbH（Midway Germany GmbH）
- ミッドウェイ・ゲームズ SAS（Midway Games SAS）

### 子会社（スタジオ系）
- ミッドウェイ・スタジオ・シカゴ（Midway Studios — Chicago）
- ミッドウェイ・スタジオ・サンディエゴ（Midway Studios — San Diego）
- ミッドウェイ・スタジオ・オースティン・インク（Midway Studios — Austin Inc.）
- ミッドウェイ・スタジオ・ロサンゼルス・インク（Midway Studios — Los Angeles Inc.）
- サーリアル・ソフトウェア（Surreal Software）
- ミッドウェイ・スタジオ・ニューキャッスル（Midway Studios — Newcastle）

## アーケードゲーム一覧（一部）

### テレビゲーム
- Arch Rivals
- Area 51 2
- アストロンベルト（海外名「ASTRON BELT」）
- アルベガス（海外名「CYBERNOTE」）
- Bio F.R.E.A.K.S
- Blaster 1
- Bubbles 1
- Crater Raider
- CarnEvil
- Cruis'n Exotica 4
- Cruis'n USA 4
- Cruis'n World 4
- Cyberball 2027
- ディフェンダー 1
- ディフェンダー II (ゲーム)（英語版）
- Discs of Tron
- Domino Man
- Extra Bases
- ガントレット 2
- ギャラクシアン 5
- ギャラガ 5
- ギャプラス 5
- GPワールド（海外名「GP world」）
- Gorf
- Hydro Thunder
- High Impact Football 1
- ジャウスト 1
- Joust 2: Survival of the Fittest 1
- Judge Dredd（発売中止） (1992)
- キラーインスティンクト 3
- KI2 3
- Kozmik Krooz'r
- ミサイルX（Guided Missile）
- Mace: The Dark Age
- モータルコンバットシリーズ
  - Mortal Kombat
  - Mortal Kombat II
  - Mortal Kombat 3
  - Mortal Kombat 4
  - Ultimate Mortal Kombat 3
- NARC 1
- NBAジャム
- NBA Jam Tournament Edition
- NBA Hangtime
- NBA Maximum Hangtime
- NBA Showtime: NBA on NBC
- NFL Blitz
- NHL 2 On 2 Open Ice Challenge
- Omega Race
- Pigskin 621 A.D.
- プライマルレイジ（英語版）2
- Rampage
- Rampage World Tour
- RedCard 20-03
- Revolution X (1994)
- ロボトロン2084 1
- San Francisco Rush 2
- San Francisco Rush The Rock: Alcatraz Edition 2
- San Francisco Rush 2049 2
- Sarge
- Satan's Hollow
- スマッシュT.V. 1
- Space Encounters
- Space Zap
- Splat! 1
- スパイハンター (アーケードゲーム)（Spy Hunter）
- スパイハンター II（Spy Hunter II）
- スターブレイザー（海外名「GALAXY RANGER」）
- Strike Force
- Super High Impact Football
- タッパー（別名：Root Beer Tapper）
- The Grid
- Timber
- Tron
- Trog!
- Unreal Tournament 3
- Wacko
- War Gods
- Wizard of Wor
- WWF WrestleMania: The Arcade Game
- Xenophobe
- 1 開発元はウィリアムス
- 2 開発元はアタリゲームズ
- 3 所有元はレアウェア
- 4 任天堂所有
- 5 ナムコ所有

### ピンボール台（バリーブランド）
- 10 Pin Deluxe (1984)
- The Addams Family (1992)
- Attack from Mars (1995)
- Black Rose (1992)
- Cirqus Voltaire (1997)
- Corvette (1994)
- Creature From the Black Lagoon (1992)
- ドクター・フー (1992)
- Judge Dredd (1993)
- Lady Luck (1986)
- NBA Fastbreak (1997)
- Popeye Saves the Earth (1994)
- The Shadow (1994)
- Theatre of Magic (1995)
- The Twilight Zone (1993)

## 家庭用ゲーム一覧（一部）
- The Ant Bully
- Area 51（2005年に発売されたFPS）
- Aqua Teen Hunger Force Zombie Ninja Pro-Am
- The Buzz on Maggie: Bugnapped（ディズニーへ売却）
- BlackSite: Area 51（en）
- Blitz: The League
- Cruis'n
- Doom 64
- Ed, Edd n Eddy: The Mis-Edventures
- Freaky Flyers
- Game Party
- Game Party 2
- Gauntlet Dark Legacy
- Gauntlet: Seven Sorrows
- Gravity Games Bike: Street Vert Dirt
- Hour of Victory
- The Grim Adventures of Billy & Mandy
- L.A. Rush
- Midway's Greatest Hits
- MLB Slugfest Series
- モータルコンバットシリーズ
  - Mortal Kombat: Deadly Alliance
  - Mortal Kombat: Deception
  - Mortal Kombat: Shaolin Monks
  - Mortal Kombat: Armageddon
  - Mortal Kombat vs. DC Universe
- NBA Ballers: Rebound
- NHL Hitz 2002
- NHL Hitz 2003
- NHL Hitz Pro
- サイオプス サイキック・オペレーション（Psi-Ops: The Mindgate Conspiracy）
- Rampage: Total Destruction
- Ready 2 Rumble Boxing
- Ready 2 Rumble Boxing: Round 2
- RedCard 20-03
- RoadKill
- Rush 2: Extreme Racing USA
- スパイハンター（SpyHunter
- スパイハンター 2（SpyHunter 2
- SpyHunter: Nowhere to Run
- ストラングルホールド（Stranglehold）
- Team Buddies
- ロード・オブ・ザ・リングス オンライン（The Lord of the Rings Online）
- The Suffering（Xbox、PS2）
- The Suffering: Ties That Bind（Xbox、PS2）
- Wheelman
- This Is Vegas（発売中止）
- TNA iMPACT!
- TNA iMPACT! 2
- Transformers（発売中止されたWindows版の開発に携わっていた。なお、元の開発会社はアタリである。）
- Twisted Edge Snowboarding
- Unreal Championship 2: The Liandri Conflict
- World Racing Championship

## アーケード機用基板
- Astrocade
- MCR
- MCR II
- MCR III
- MCR-68
- Y-Unit (1991–1992)

- T-Unit (1993)
- X-Unit (1994; used only in Revolution X)
- Wolf Unit (1994–1996)
- V-Unit (1994–1996)
- Zeus (1997–1999)
- Zeus II (1999–2000)

- Seattle
- Vegas
- Quicksilver II